# Episodi di Tony e il professore
Di seguito l'elenco degli episodi della prima e unica stagione di Tony e il professore
| nº     | Titolo originale                | Titolo italiano       | Prima TV USA     | Prima TV Italia |
| ------ | ------------------------------- | --------------------- | ---------------- | --------------- |
| Pilota | My Pal Tony                     |                       | 4 marzo 1968     |                 |
| 1      | Corey Doesn't Live Here Anymore | L'uomo dell'Est       | 5 gennaio 1969   |                 |
| 2      | Death Comes in Small Packages   | Un uomo d'affari      | 12 gennaio 1969  |                 |
| 3      | Voices                          | La voce di Karen      | 19 gennaio 1969  |                 |
| 4      | Let George Do It                |                       | 26 gennaio 1969  |                 |
| 5      | The Lost Hours                  |                       | 2 febbraio 1969  |                 |
| 6      | The Hazing                      | La beffa              | 16 febbraio 1969 |                 |
| 7      | Encounter                       | L'incontro            | 23 febbraio 1969 |                 |
| 8      | Dead Reckoning                  |                       | 2 marzo 1969     |                 |
| 9      | Wedding Cake Blues              |                       | 23 marzo 1969    |                 |
| 10     | The Twenty-Mile Jog             |                       | 13 aprile 1969   |                 |
| 11     | Molly                           |                       | 18 maggio 1969   |                 |
| 12     | Computer Murder                 |                       | 25 maggio 1969   |                 |
| 13     | Casino                          |                       | 1º giugno 1969   |                 |
| 14     | Kindap                          | Il biglietto vincente | 8 giugno 1969    |                 |
| 15     | The Shortest Courtship          |                       | 15 giugno 1969   |                 |
| 16     | Welcome Home, Jerry Stanley     |                       | 22 giugno 1969   |                 |